# Rose-Theater

Saalplan (1908)

Das Rose-Theater war ein Privattheater im Berliner Ortsteil Friedrichshain in der Großen Frankfurter Straße 132 (heute: Karl-Marx-Allee 78–84), das unter wechselnden Namen von 1877 bis 1944 bespielt wurde. Bei ihrer Gründung hieß die Bühne Ostend-Theater und trug diesen Namen mit Unterbrechungen bis 1898. Zwischenzeitlich erhielt sie die Bezeichnungen Volkstheater und Nationaltheater. Ab 1898 hieß die Bühne Carl-Weiß-Theater. 1906 wurde das Theater von Bernhard Rose übernommen und erhielt seinen endgültigen Namen.

## Geschichte

### Vorläuferbühnen

Samst, Lilienthal und Öser beim Schwur, 1892

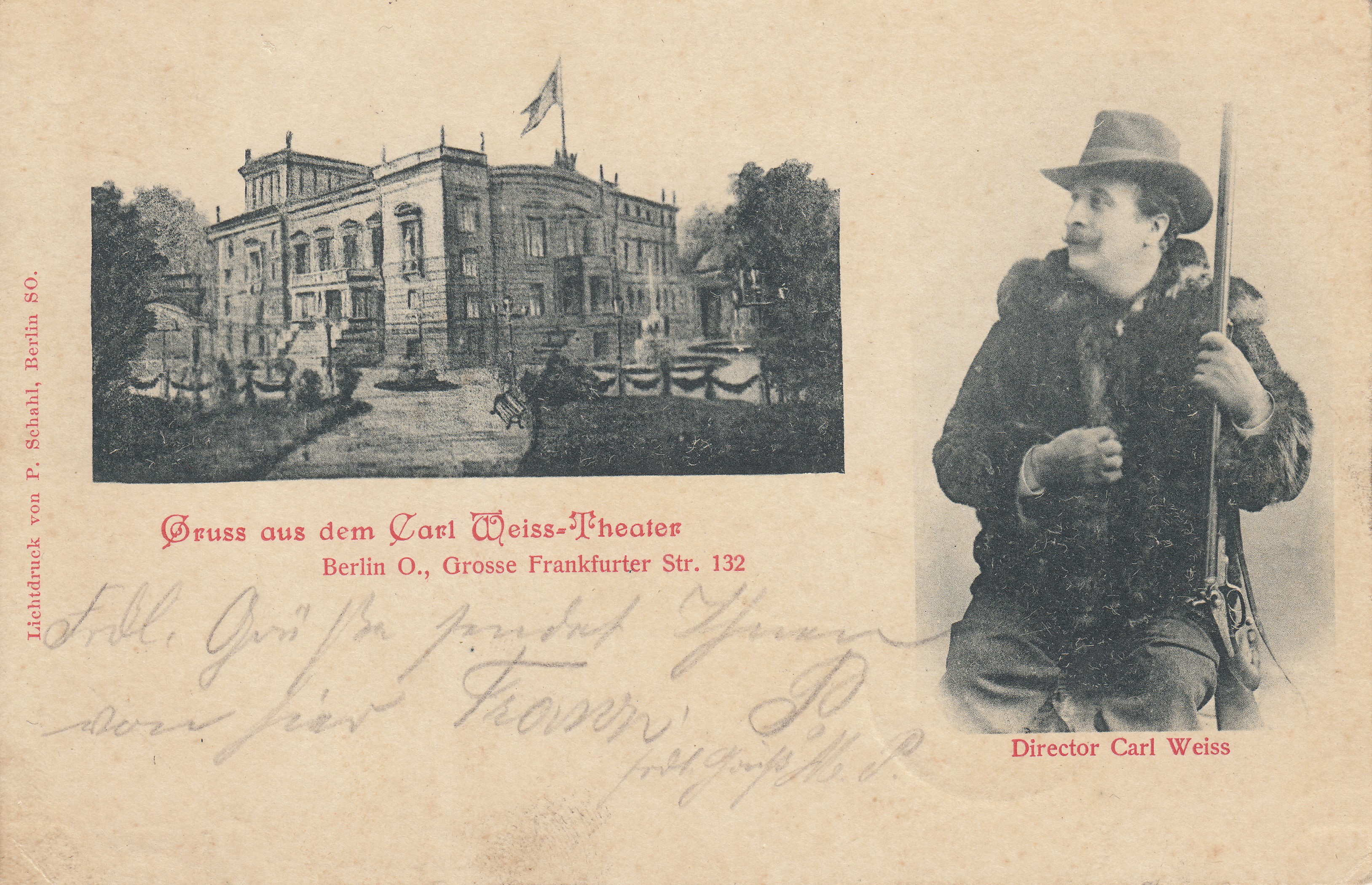
Ansichtspostkarte des Carl-Weiss-Theaters, 1901 gelaufen

Das Gebäude wurde 1877 als Ostend-Theater erbaut und unter der Direktion von Hermann Grünfeld und Arnold Lüders am 25. Dezember 1877 mit König Lear und Maria Stuart eröffnet. Das Haus fasste je nach Ausbau zwischen 1 200 und 1 800 Zuschauer, die sich auf Garten- und Hauptbühne verteilten. Das Repertoire sollte dem Geschmack des mittleren und kleinen Bürgertums entsprechen. Gespielt wurden Klassiker, Operetten und Sensationsstücke, beispielsweise dramatisierte Zeitungsromane. Bürgerliche Besucher, bisher an die Klassiker-Aufführungen der Königlichen Theater gewöhnt, waren vom neuen Theater irritiert. Der Schriftsteller Wilhelm Meyer-Förster erinnerte sich später:

„Man sah dort ‚Maria Stuart‘, ging in der langwährenden Pause in den Garten, wo man Karussell fuhr, sah wieder einen Akt ‚Maria Stuart‘, ging wieder in den Garten, um nach der Scheibe zu schießen, sah endlich Mortimer sterben und aß dann im Garten sein Abendbrot.“

In den Anfangsjahren wechselten die Betreiber und das Repertoire häufig. Eugen Rosenstiel löste Lüders im Jahr 1879 ab. Wegen Überschuldung wurde das Theater Anfang 1882 gerichtlich geschlossen. Grünfeld musste als Direktor zurücktreten. Noch im gleichen Jahr konnte unter Direktor Emil Hahn (1882–1883) eine Wiedereröffnung stattfinden. Ihm folgten Paul Strewe (1883–1886), August Kurz (1886–1887), Louis Clausius mit Co-Direktor Hans Schwark (1887–1888) sowie Fritz Witte-Wild (1888–1889), der das Theater kurzzeitig in Volkstheater umbenannte. Allen Betreibern blieb ein langfristiger wirtschaftlicher Erfolg versagt. Das Theater galt im Volksmund als finanzielles „Massengrab des fernen Ostens“.
Gustav Girod erwarb 1889 das Gebäude samt Grundstück. Der junge engagierte Schauspieler Max Samst übernahm den Direktorposten. Samst begann im Mai 1890 in der Tradition des Hauses mit dem Kolportagestück Der Scharfrichter von Berlin mit dem ehemaligen Berliner Scharfrichter Julius Krauts in der Hauptrolle. Dann gelang es Samst, den wohl berühmtesten Schauspieler der damaligen Zeit, Josef Kainz, zu engagieren. Nach einem Rechtsstreit mit dem Direktor des Berliner Theaters Ludwig Barnay boykottierten alle Theater des Deutschen Bühnenvereins Kainz. Samst gehörte diesem Verband aber nicht an, und so trat Kainz von Mai bis September 1890 in klassischen Rollen am Ostend-Theater auf und sorgte für ausverkaufte Vorstellungen. Die Fähigkeiten der neben Kainz agierenden Darsteller fielen dabei aber dermaßen ab, dass die Vossische Zeitung lästerte, nur „der Mangel an Körperkraft“ habe diese dazu gebracht, „den Beruf des Mimen vor dem einträglicheren des Gepäckträgers“ zu wählen. Im Herbst 1890 wurde das Haus dann Spielstätte der Freien Volksbühne, die ihr Programm mit Henrik Ibsens Stützen der Gesellschaft eröffnete und auch das in Preußen verbotene Hauptmann-Drama Die Weber aufführte. Der Flugpionier Otto Lilienthal unterstützte Samst ab 1892, indem er bis zu seinem Tod 1896 als Mäzen und Schauspieler im Theater auftrat. Die beiden wandelten zusammen mit dem Schauspieler Richard Oeser die Bühne in ein Volkstheater für die Arbeiterschichten mit dem Namen Nationaltheater um („Zehn-Pfennig-Theater“). Da diese Einnahmen aber die Kosten nicht decken konnten, versuchte Samst das Haus mit Konzerten, Kinderfesten, Jahrmarktsattraktionen und Ringkampfveranstaltungen zu füllen. Als Lilienthal 1896 starb und auch staatliche Unterstützung für das Projekt ausblieb, musste Samst aufgeben.
Im Jahr 1895 kaufte der Komiker Carl Weiß das Nationaltheater und ließ es zunächst renovieren. Die Wiedereröffnung erfolgte im September 1896 mit der Aufführung des Volksstücks Der deutsche Michel von Rudolf Kneisel. Weiß hatte die Kultureinrichtung in Ostend-Theater zurückbenannt. 1898 feierte Weiß sein 30-jähriges Bühnenjubiläum. Aus Anlass seiner Silberhochzeits-Feier benannte Weiß das Haus im gleichen Jahr in Carl-Weiß-Theater um. Weiß war viele Jahre mit leichten Theaterstücken erfolgreich, geriet nach der Jahrhundertwende jedoch in wirtschaftliche Schwierigkeiten und verkaufte das Theater schließlich 1906.

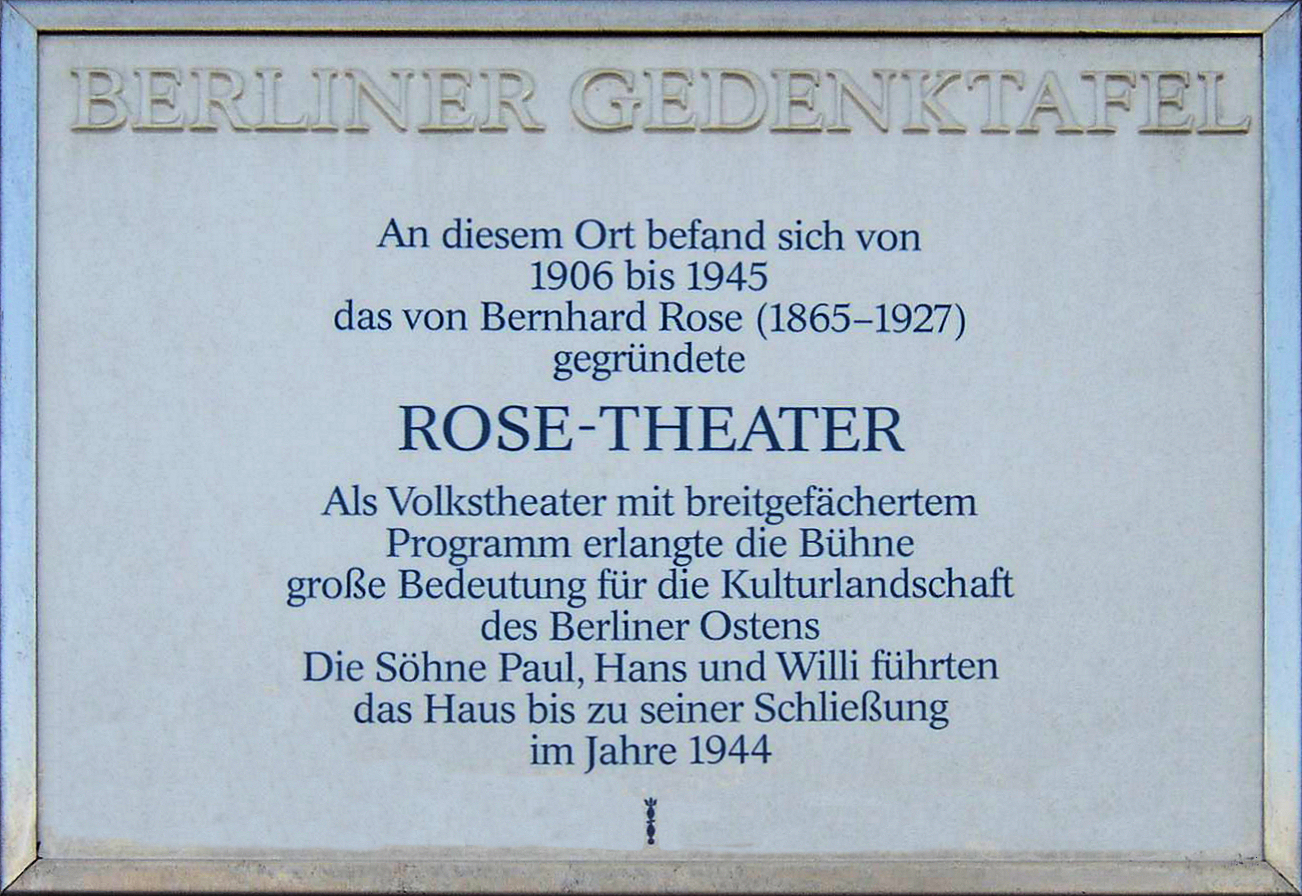
Berliner Gedenktafel in der Karl-Marx-Allee 78

### 1906–1945

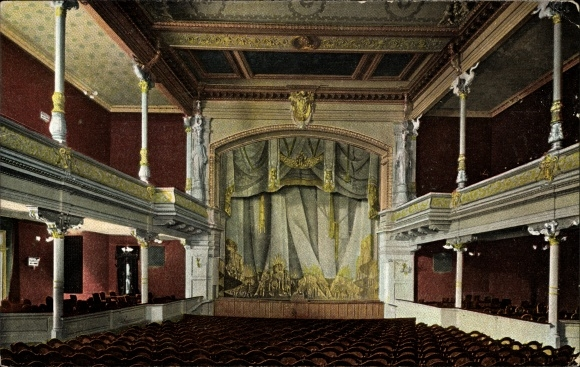
Blick zur Bühne des Rose-Theaters, um 1910

Bereits seit 1901 existierte das Bernhard-Rose-Theater im Garten des Deutschen Clubhauses in der Badstraße 58 (Berlin-Gesundbrunnen). Im Jahr 1906 übernahm Bernhard Rose das Carl-Weiß-Theater, nannte es zunächst ebenfalls Bernhard-Rose-Theater und verkürzte den Namen ab September 1909 zu Rose-Theater. Rose eröffnet das Haus am 29. September 1906 mit Max Kretzers Stück Der Millionenbauer. Rose zeigte hauptsächlich Stücke in der Tradition des Berliner Volkstheaters, mit denen er erfolgreich das proletarisch-kleinbürgerliche Publikum im Berliner Osten ansprach. Nach dem Tod von Bernhard Rose im Jahre 1927 führten die drei Söhne Hans Rose (1893–1980), Paul Rose (1900–1973) und Willi Rose (1902–1978) das Theater weiter. Ständig oder über längere Zeiträume hin am Rose-Theater engagierte Schauspieler waren, neben den Brüdern Rose, Paul Albert Glaeser-Wilken (1874–1942), Georg August Koch (1883–1963), Ferdinand Asper (1895–1950), Traute Rose (1904–1997), Loni Pyrmont (1900–1990) und Ilse Vollborn (1911–1974).
Ein noch wenig erforschtes Kapitel in der Geschichte des Rose-Theaters sind die Gastspiele namhafter Schauspieler. Unter Paul Rose traten hier Guido Thielscher (1859–1941), Josefine Dora (1867–1944), Eduard von Winterstein (1871–1961), Irene Triesch (1875–1964), Claire Waldoff (1884–1957), Ida Orloff (1889–1945), Agnes Straub (1890–1941), Gustaf Gründgens (1899–1963), Margarete Melzer (1901–1959), Toni van Eyck (1910–1988), Rotraut Richter (1915–1947) u. a. m. auf.
Während des Zweiten Weltkriegs wurde im November 1943 die Gartenbühne zerstört. Am 31. August 1944 gab das Rose-Theater dann mit Franz Lehárs Operette Friederike seine letzte Vorstellung. Anschließend wurde es in ein Kino umgebaut, das am 27. Oktober 1944 mit dem Film Das Hofkonzert von Paul Verhoeven eröffnete. Bis März 1945 lief der Kinobetrieb. In der Schlacht um Berlin wurde das Gebäude bei Häuserkämpfen zerstört. Bei der Trümmerbeseitigung und der anschließenden Neubebauung der damaligen Stalinallee verschwanden alle baulichen Reste des fast 70 Jahre vorhanden gewesenen Theaters der kleinen Leute.